# Jake Tsakalidīs
Iakōvos Tsakalidīs, detto Jake (in greco Ιάκωβος Τσακαλίδης?; Rustavi, 10 giugno 1979), è un ex cestista georgiano naturalizzato greco.

## Carriera
È stato selezionato dai Phoenix Suns al primo giro del Draft NBA 2000 (25ª scelta assoluta).

## Statistiche

### NBA

#### Regular season
| Anno      | Squadra           | PG  | PT  | MP   | TC%  | 3P% | TL%  | RP  | AP  | PRP | SP  | PP  |
| --------- | ----------------- | --- | --- | ---- | ---- | --- | ---- | --- | --- | --- | --- | --- |
| 2000-2001 | Phoenix Suns      | 57  | 39  | 16,6 | 47,0 | 0,0 | 59,3 | 4,2 | 0,3 | 0,2 | 1,0 | 4,5 |
| 2001-2002 | Phoenix Suns      | 67  | 47  | 23,6 | 47,5 | 0,0 | 69,8 | 5,6 | 0,3 | 0,3 | 1,0 | 7,3 |
| 2002-2003 | Phoenix Suns      | 33  | 27  | 16,5 | 45,2 | 0,0 | 67,2 | 3,7 | 0,4 | 0,2 | 0,5 | 4,9 |
| 2003-2004 | Memphis Grizzlies | 40  | 28  | 13,3 | 50,4 | 0,0 | 59,0 | 3,2 | 0,5 | 0,2 | 0,6 | 4,3 |
| 2004-2005 | Memphis Grizzlies | 31  | 1   | 9,0  | 50,0 | 0,0 | 77,8 | 1,8 | 0,3 | 0,1 | 0,5 | 2,5 |
| 2005-2006 | Memphis Grizzlies | 51  | 19  | 14,4 | 60,6 | 0,0 | 65,5 | 4,2 | 0,3 | 0,3 | 0,6 | 5,0 |
| 2006-2007 | Memphis Grizzlies | 23  | 7   | 11,2 | 40,0 | 0,0 | 58,3 | 2,8 | 0,1 | 0,3 | 0,5 | 2,3 |
| 2006-2007 | Houston Rockets   | 13  | 0   | 10,2 | 40,9 | 0,0 | 80,0 | 3,1 | 0,1 | 0,3 | 0,5 | 2,3 |
| Carriera  | Carriera          | 315 | 168 | 15,9 | 49,0 | 0,0 | 65,7 | 3,9 | 0,3 | 0,2 | 0,7 | 4,8 |

#### Play-off
| Anno     | Squadra           | PG | PT | MP   | TC%  | 3P% | TL%   | RP  | AP  | PRP | SP  | PP  |
| -------- | ----------------- | -- | -- | ---- | ---- | --- | ----- | --- | --- | --- | --- | --- |
| 2001     | Phoenix Suns      | 4  | 4  | 18,8 | 37,5 | 0,0 | 0,0   | 7,0 | 0,0 | 0,0 | 1,8 | 3,0 |
| 2004     | Memphis Grizzlies | 1  | 0  | 3,0  | 0,0  | 0,0 | 100,0 | 0,0 | 0,0 | 0,0 | 0,0 | 2,0 |
| 2006     | Memphis Grizzlies | 4  | 3  | 14,9 | 60,0 | 0,0 | 50    | 2,8 | 0,5 | 0,3 | 0,3 | 3,3 |
| 2007     | Houston Rockets   | 1  | 0  | 2,8  | 0,0  | 0,0 | 100,0 | 4,0 | 0,0 | 0,0 | 0,0 | 2,0 |
| Carriera | Carriera          | 10 | 7  | 14,0 | 46,2 | 0,0 | 83,3  | 4,3 | 0,2 | 0,1 | 0,8 | 2,9 |

#### Massimi in carriera
- Massimo di punti: 23 vs Cleveland Cavaliers (25 marzo 2002)[1]
- Massimo di rimbalzi: 16 (2 volte)
- Massimo di assist: 3 vs Los Angeles Lakers (27 marzo 2002)
- Massimo di palle rubate: 3 (3 volte)
- Massimo di stoppate: 5 vs Detroit Pistons (24 gennaio 2001)
- Massimo di tiri liberi: 9 vs Dallas Mavericks (17 aprile 2002)

## Palmarès
- Coppa di Grecia: 1

AEK Atene: 1999-2000
- Coppa Saporta: 1

AEK Atene: 1999-2000